# Бобруйский машиностроительный завод
ОАО «Бобруйский машиностроительный завод» (бел. Бабруйскі машынабудаўнічы завод) — белорусское предприятие по производству центробежных насосов, расположенное в городе Бобруйск Могилёвской области.

## История
Завод был основан в 1898 году как механический, котельный и чугунолитейный. Выпускал оборудование для пищевой промышленности: винокуренных, крахмальных, маслобойных заводов и другую продукцию. В 1930 году завод освоил производство оборудования для кирпичных заводов. В 1932 году завод переименован в машиностроительный. В 1930-е годы завод освоил производство шаровых мельниц, гидротурбин для малых гидроэлектростанций, скреперно-элеваторных агрегатов. В годы Великой Отечественной войны завод был разрушен, производство возобновлено в 1945 году. В 1951 году завод меняет специализацию и начинает специализироваться на выпуске центробежных насосов. Впоследствии завод освоил производство специальных насосов: для перекачивания нефти и нефтепродуктов, сжиженных газов, бумажной массы, высокоабразивных гидросмесей, воды, сточных жидкостей, каучуковой крошки, соляных растворов, химически активных жидкостей. В 1961 году вошёл в эксплуатацию сталелитейный цех, в 1966—1971 годы — чугунолитейный цех, электроцех, ремонтно-механический участок, в 1981 году — машиносборочный цех.
До 1961 года завод назывался в честь И. В. Сталина, в 1961—2004 годах — в честь В. И. Ленина. До 1951 года входил в систему местной промышленности Белорусской ССР, затем подчинён Главному управлению по производству химического и насосо-компрессорного оборудования «Главхиммаш». 27 августа 1951 года завод передан Главному управлению по производству насосного и гидротурбинного оборудования «Главгидромаш» Министерства машиностроения и приборостроения СССР. 10 апреля 1953 года завод был возвращён «Главхиммашу», 7 мая 1954 года повторно передан в состав «Главгидромаша». В 1957—1965 годах завод подчинялся Совету народного хозяйства БССР, после его упразднения передан Главному управлению насосного машиностроения Министерства химического и нефтяного машиностроения СССР. 10 марта 1975 года завод вошёл в состав Всесоюзного промышленного объединения насосного машиностроения «Союзнасосмаш» Министерства химического и нефтяного машиностроения СССР, 23 ноября 1990 года — в состав концерна насосного оборудования «Гидромаш», с 14 октября 1991 года подчинён Государственному комитету Республики Беларусь по промышленности и межотраслевым производствам, с 1994 года — Министерству промышленности Республики Беларусь. В 2000 году завод преобразован в республиканское унитарное предприятие (РУП), в 2004 году — в открытое акционерное общество.
В мае 2023 года президент Украины Владимир Зеленский ввёл санкции против завода.

## Современное состояние
В 2010 году завод был выставлен для приватизации по линии Международного валютного фонда; за 9 месяцев 2010 года убытки предприятия составляли 2.3 млрд. рублей. В 2010 году завод вошёл в группу ГМС: компания купила дополнительную эмиссию акций предприятия, которая составила 57% от общего их количества.